# Theresa Russell
Theresa Russell, nascuda com a Theresa Paup (San Diego, Califòrnia, 20 de març de 1957) és una actriu estatunidenca de cinema i televisió.

## Biografia
Filla de Carol Platt i Jerry Russell Paup, es va formar a l'escola secundària Burbank High School. Mentre cursava els seus estudis secundaris va exercir de model, tasca que hagué de deixar de banda quan va decidir fer-se actriu. Va rebre classes d'interpretació al "Lee Strasberg Institute", a Hollywood. Li van oferir un petit paper a The Last Tycoon (1976), dirigida per Elia Kazan, que fou el primer pas d'una carrera cinematogràfica marcada pel nom de Nicolas Roeg, que acabaria convertint-se en el seu marit, i que la va dirigir a Eureka (1983), Insignificance (1984), Ruta 29 (1988) i Cold Heaven (1996). Especialitzada en papers de dona esquerpa, de passat fosc, intervingué en altres títols, com ara Black Widow, al costat de Debra Winger, dirigida per Bob Rafelson (1987), Kafka, dirigida per Steven Soderbergh (1991), Wild Things, dirigida per John McNaughton (1998), i El creient (The Believer), dirigida per Henry Bean (2001). També va intervenir a Straight Time, dirigida per Ulu Grosbard (1978), a El tall de la navalla (The Razor's Edge), dirigida per John Byrum (1984) o a L'enemiga pública número 1 (Public Enemies) dirigida per Mark L. Lester (1996).
Casada amb cineasta anglès Nicolas Roeg el 1982, va tenir dos fills, Maximilian Roeg (actualment actor) i Statten Roeg. Posteriorment, acabaria divorciant-se. Juntament amb el seu llavors soci, el llegendari músic de jazz, Michael Melvoin, ha actuat en clubs de jazz als Estats Units. Actualment, Russell té la seva residència a Califòrnia.